# Nautilocalyx fasciculatus
Nautilocalyx fasciculatus là một loài thực vật có hoa trong họ Tai voi. Loài này được L.E.Skog & Steyerm. mô tả khoa học đầu tiên năm 1991.